# Traryd
Traryd – miejscowość (tätort) w Szwecji, w regionie administracyjnym (län) Kronoberg, w gminie Markaryd.
Według danych Szwedzkiego Urzędu Statystycznego liczba ludności wyniosła: 655 (31 grudnia 2015), 752 (31 grudnia 2018) i 773 (31 grudnia 2019).